# Isotachis intortifolia
Isotachis intortifolia là một loài rêu trong họ Balantiopsaceae. Loài này được Hook. f. & Taylor Gottsche mô tả khoa học đầu tiên..